# Oblakovac
Oblakovac falu Horvátországban Pozsega-Szlavónia megyében. Közigazgatásilag Bresztováchoz tartozik.

## Fekvése
Pozsegától légvonalban és közúton 14 km-re, községközpontjától légvonalban és közúton 8 km-re nyugatra, Szlavónia középső részén, a Psunj-hegység lejtői alatt, az Orljavica jobb oldali mellékvize az Oblakovac-patak mentén fekszik.

## Története
Oblakovac ősi település, bár a középkorból nem maradt fenn róla írásos adat. A török uralom idején muzulmán lakossága volt, akik a felszabadítás során Boszniába távoztak, majd 1697 körül Boszniából érkezett pravoszláv vlachok telepedtek meg itt. Az első katonai felmérés térképén „Dorf Oblakovacz” néven látható. Lipszky János 1808-ban Budán kiadott repertóriumában „Oblakovacz” néven szerepel. Nagy Lajos 1829-ben kiadott művében „Oblakovacz” néven 11 házzal és 98 ortodox vallású lakossal találjuk. 1857-ben 106, 1910-ben 151 lakosa volt. 1910-ben a népszámlálás adatai szerint teljes lakossága szerb anyanyelvű volt. Pozsega vármegye Pozsegai járásának része volt. Az első világháború után 1918-ban az új szerb-horvát-szlovén állam, majd később (1929-ben) Jugoszlávia része lett. 1970-ben kapott elektromos áramot. 1991-ben lakosságának 87%-a szerb, 10%-a horvát nemzetiségű volt. 2011-ben mindössze 5 állandó lakosa volt.

## Lakossága
| Lakosság változása | Lakosság változása | Lakosság változása | Lakosság változása | Lakosság változása | Lakosság változása | Lakosság változása | Lakosság változása | Lakosság változása | Lakosság változása | Lakosság változása | Lakosság változása | Lakosság változása | Lakosság változása | Lakosság változása | Lakosság változása |
| ------------------ | ------------------ | ------------------ | ------------------ | ------------------ | ------------------ | ------------------ | ------------------ | ------------------ | ------------------ | ------------------ | ------------------ | ------------------ | ------------------ | ------------------ | ------------------ |
| 1857               | 1869               | 1880               | 1890               | 1900               | 1910               | 1921               | 1931               | 1948               | 1953               | 1961               | 1971               | 1981               | 1991               | 2001               | 2011               |
| 106                | 113                | 131                | 131                | 134                | 151                | 127                | 157                | 138                | 132                | 111                | 89                 | 72                 | 60                 | 5                  | 5                  |